# Akumulator szklany
Akumulator szklany – rodzaj akumulatora, w którym elektrolit ciekły zastąpiony jest szklanym elektrolitem stałym. Elektrody wykonane są z litu lub sodu. Akumulator został opracowany przez Johna B. Goodenougha z Uniwersytetu Teksańskiego w Austin i Marię H. Bragę z Uniwersytetu w Porto. Artykuł opisujący baterię został opublikowany w grudniu 2016 r. Badania dotyczące wdrożenia tego typu akumulatorów do produkcji zainicjowało  przedsiębiorstwo Hydro-Québec.